# Бар (единица)
Вижте пояснителната страница за други значения на бар.
Бар (от гръцки: βάρος – тежест); (означение на латиница: bar, няма съкратено означение) е единица за измерване на налягане. Прилага се наред с единиците от SI, но употребата му трябва да се ограничава само в областта на флуидите (виж ISO 80000-4). Бар е специално наименование на кратната на паскал единица „сто хиляди паскала“:
1 bar = 105 Pa = 100 kPa
1 mbar = 0,1 kPa
1 kPa = 10 mbar
За кратните и дробни единици на бара се прилагат общите правила за представките към единиците от SI. Най-често се използва mbar (милибар), който е 1/1000 от бара (например при газоснабдяването налягането на природния газ, който се подава към сградните инсталации, е до 100 mbar, а след входното измервателно табло налягането се редуцира до 20 mbar).
За практически цели (без високи изисквания към точността) може да се приеме, че 1 бар приблизително съответства на 1 физическа атмосфера, която е равна на 101 325 Ра:
1 bar ≈ 1 atm